# Brothera leana
Brothera leana là một loài Rêu trong họ Dicranaceae. Loài này được (Sull.) Müll. Hal. mô tả khoa học đầu tiên năm 1900.